# Adil Ramzi
Adil Ramzi (arab. عادل رمزي, ur. 14 lipca 1977 w Marrakeszu) – marokański piłkarz występujący na pozycji napastnika.

## Kariera klubowa
Adil Ramzi jest wychowankiem klubu Kawkab Marrakech. W lipcu 1997 trafił do włoskiego Udinese Calcio. Przebywał tu do końca roku, jednak nie zdążył zagrać ani jednego spotkania w Serie A. Na początku roku 1998 podpisał kontrakt z holenderskim zespołem Willem II Tilburg. W ciągu trzech sezonów rozegrał w tej drużynie 52 mecze w Eredivisie i strzelił 18 bramek. Jego zespół grał także w Lidze Mistrzów. W lipcu 2000 przeniósł się do PSV Eindhoven. W swym pierwszym sezonie w PSV, jego klub zdobył tytuł mistrzowski. W kolejnym zajął 2. miejsce. Na początku 2003 roku Ramzi został wypożyczony do hiszpańskiej Córdoby. Po powrocie do PSV w lecie 2003 został ponownie wypożyczony - tym razem do FC Twente. Przebywał tu przez cały sezon. W lidze holenderskiej strzelił 8 bramek w 32 meczach. W lipcu 2004 definitywnie trafił do AZ Alkmaar. Tu grał do końca 2005 roku. Jego kolejnym klubem z Holandii był FC Utrecht, gdzie występował przez rundę wiosenną sezonu 2005/2006. Potem podpisał kontakt z Rodą Kerkrade.
Od lipca 2007 do 2010 roku był piłkarzem katarskiego Al-Wakrah SC. Następnie odszedł do innego klubu z tego kraju, Umm-Salal SC.

## Kariera reprezentacyjna
Adil Ramzi w reprezentacji Maroka zadebiutował w 1998 roku. Ostatni mecz rozegrał w 2007 roku i do tamtej pory strzelił 4 bramki w 36 meczach. Był także powołany na Puchar Narodów Afryki 2000, gdzie rozegrał wszystkie trzy mecze grupowe: z Kongiem (1:0), Tunezją (0:0) i Nigerią (0:2) oraz na Puchar Narodów Afryki 2002, gdzie również wystąpił we wszystkich grupowych pojedynkach: z Ghaną (0:0), Burkina Faso (2:1) i RPA (1:3). W obu turniejach Maroko odpadało z rozgrywki już po fazie grupowej.

## Sukcesy

### Kawkab Marrakech
- Zwycięstwo
  - Puchar CAF: 1996
- Drugie miejsce
  - Puchar Maroka: 1997

### Willem II Tilburg
- Drugie miejsce
  - Eredivisie: 1999

### PSV Eindhoven
- Zwycięstwo
  - Eredivisie: 2001, 2003
  - Superpuchar Holandii: 2001, 2003
- Drugie miejsce
  - Eredivisie: 2002
  - Puchar Holandii: 2001
  - Superpuchar Holandii: 2002

### Twente FC
- Drugie miejsce
  - Puchar Holandii: 2004

### AZ Alkmaar
- Drugie miejsce
  - Eredivisie: 2006